# Illier-et-Laramade
Illier-et-Laramade est une commune française, située dans le sud du département de l'Ariège en région Occitanie. Sur le plan historique et culturel, la commune fait partie du pays du Sabarthès, structuré par la haute vallée de l'Ariège en amont du pays de Foix avec Tarascon-sur-Ariège comme ville principale.
Exposée à un climat de montagne, elle est drainée par le Vicdessos, le ruisseau de Siguer et par divers autres petits cours d'eau. Incluse dans le parc naturel régional des Pyrénées ariégeoises, la commune possède un patrimoine naturel remarquable composé de cinq zones naturelles d'intérêt écologique, faunistique et floristique.
Illier-et-Laramade est une commune rurale qui compte 38 habitants en 2022, après avoir connu un pic de population de 462 habitants en 1846. Ses habitants sont appelés les Illiermadois ou Illiermadoises.

## Géographie

### Localisation
1. Carte dynamique
2. Carte Openstreetmap
3. Carte topographique
4. Carte avec les communes environnantes

La commune d'Illier-et-Laramade se trouve dans le département de l'Ariège, en région Occitanie.
Elle se situe à 21 km à vol d'oiseau de Foix, préfecture du département, et à 9 km de Tarascon-sur-Ariège, bureau centralisateur du canton du Sabarthès dont dépend la commune depuis 2015 pour les élections départementales.
La commune fait en outre partie du bassin de vie de Tarascon-sur-Ariège.
Les communes les plus proches sont : 
Lercoul (2,0 km), Orus (2,7 km), Sem (2,7 km), Lapège (3,1 km), Siguer (3,3 km), Gestiès (3,7 km), Vicdessos (3,9 km), Capoulet-et-Junac (3,9 km).
Sur le plan historique et culturel, Illier-et-Laramade fait partie du pays du Sabarthès, structuré par la haute vallée de l'Ariège en amont du pays de Foix avec Tarascon-sur-Ariège comme ville principale.
Les communes limitrophes sont Capoulet-et-Junac, Lapège, Lercoul, Orus, Siguer et Val-de-Sos.
|            | Gourbit (par un quadripoint) | Lapège            |
| Orus       | Illier-et-Laramade           | Capoulet-et-Junac |
| Val-de-Sos | Lercoul                      | Siguer            |

Commune des Pyrénées située dans le parc naturel régional des Pyrénées ariégeoises en vallée de Vicdessos. Elle est traversée par la rivière du Vicdessos, affluent de l'Ariège.

### Géologie et relief
La commune est située dans les Pyrénées, une chaîne montagneuse jeune, érigée durant l'ère tertiaire (il y a 40 millions d'années environ), en même temps que les Alpes. Les terrains affleurants sur le territoire communal sont constitués de roches métamorphiques datant du Protérozoïque, le dernier éon du Précambrien sur l’échelle des temps géologiques. La structure détaillée des couches affleurantes est décrite dans la feuille « n°1087 - Vicdessos » de la carte géologique harmonisée au 1/50 000ème du département de l'Ariège, et sa notice associée.
La superficie cadastrale de la commune publiée par l’Insee, qui sert de références dans toutes les statistiques, est de 5,02 km2,. La superficie géographique, issue de la BD Topo, composante du Référentiel à grande échelle produit par l'IGN, est quant à elle de 5,15 km2. Son relief est particulièrement escarpé puisque la dénivelée maximale atteint 1 183 mètres. L'altitude du territoire varie entre 621 m et 1 804 m.

### Hydrographie

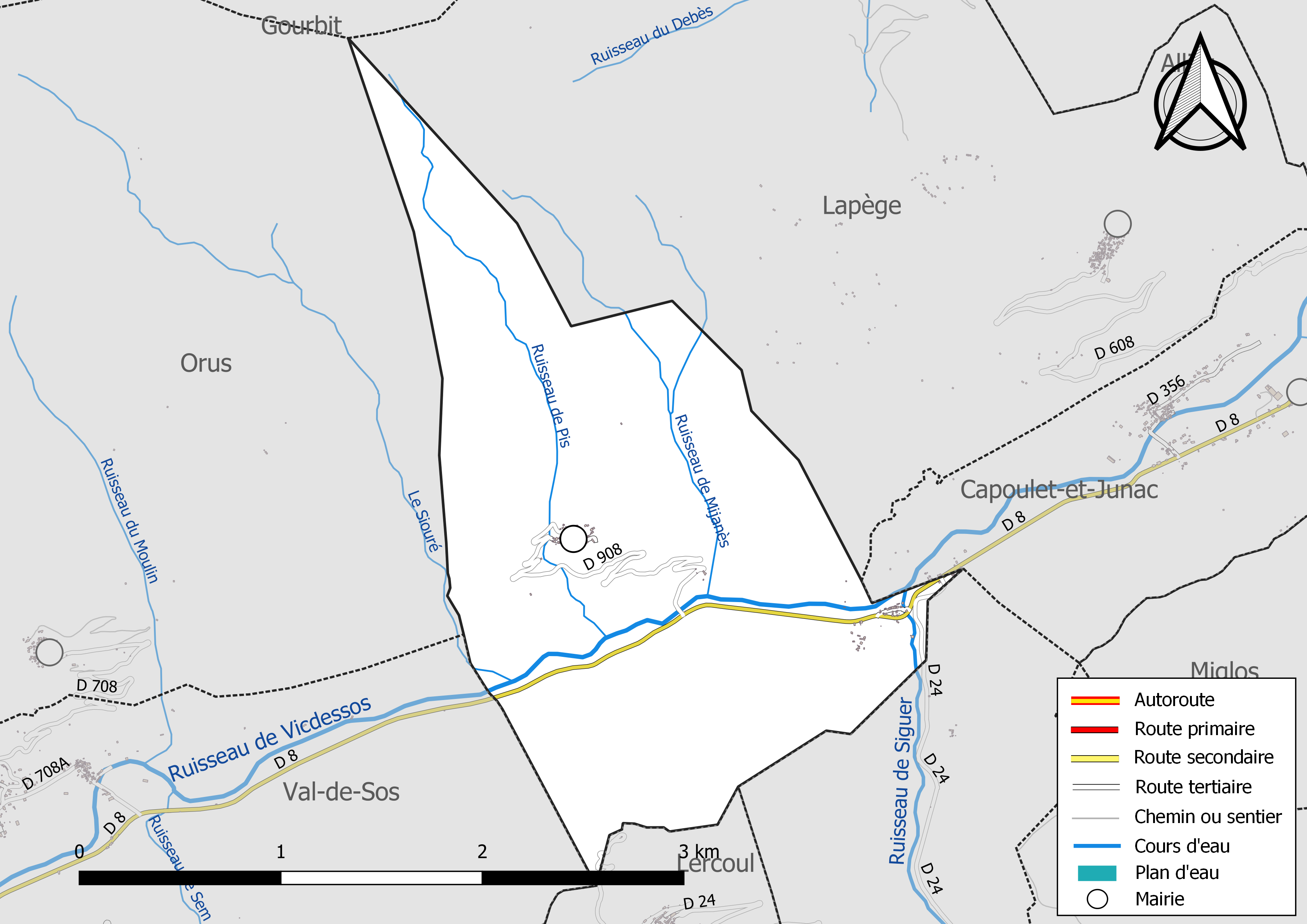
Réseaux hydrographique et routier d'Illier-et-Laramade.

La commune est dans le bassin versant de la Garonne, au sein du bassin hydrographique Adour-Garonne. Elle est drainée par le Vicdessos, le ruisseau de Siguer, le Siouré, le ruisseau de Mijanès, le ruisseau de Pis et par un petit cours d'eau, constituant un réseau hydrographique de 8 km de longueur totale,.
Le Vicdessos, d'une longueur totale de 36,8 km, prend sa source dans la commune d'Auzat et s'écoule du sud vers le nord. Il traverse la commune et se jette dans l'Ariège à Tarascon-sur-Ariège, après avoir traversé 8 communes.
Le ruisseau de Siguer, d'une longueur totale de 18,6 km, prend sa source dans la commune de Lercoul et s'écoule du sud vers le nord. Il traverse la commune et se jette dans le ruisseau de Vicdessos à Capoulet-et-Junac, après avoir traversé 4 communes.

### Climat
Pour des articles plus généraux, voir Climat de l'Occitanie et Climat de l'Ariège.
En 2010, le climat de la commune est de type climat des marges montargnardes, selon une étude s'appuyant sur une série de données couvrant la période 1971-2000. En 2020, Météo-France publie une typologie des climats de la France métropolitaine dans laquelle la commune est exposée à un climat de montagne et est dans la région climatique Pyrénées centrales, caractérisée par une pluviométrie annuelle de 1 000 à 1 200 mm.
Pour la période 1971-2000, la température annuelle moyenne est de 10,8 °C, avec une amplitude thermique annuelle de 15,4 °C. Le cumul annuel moyen de précipitations est de 1 311 mm, avec 9,3 jours de précipitations en janvier et 8 jours en juillet. Pour la période 1991-2020, la température moyenne annuelle observée sur la station météorologique la plus proche, située sur la commune de Val-de-Sos à 4 km à vol d'oiseau, est de 11,1 °C et le cumul annuel moyen de précipitations est de 1 175,9 mm,. Pour l'avenir, les paramètres climatiques de la commune estimés pour 2050 selon différents scénarios d'émission de gaz à effet de serre sont consultables sur un site dédié publié par Météo-France en novembre 2022.

### Milieux naturels et biodiversité

#### Espaces protégés
La protection réglementaire est le mode d’intervention le plus fort pour préserver des espaces naturels remarquables et leur biodiversité associée,.
La commune fait partie du parc naturel régional des Pyrénées ariégeoises, créé en 2009 et d'une superficie de 245 973 ha, qui s'étend sur 138 communes du département. Ce territoire unit les plus hauts sommets aux frontières de l’Andorre et de l’Espagne (la Pique d'Estats, le mont Valier, etc) et les plus hautes vallées des avants-monts, jusqu’aux plissements du Plantaurel.

#### Zones naturelles d'intérêt écologique, faunistique et floristique
L’inventaire des zones naturelles d'intérêt écologique, faunistique et floristique (ZNIEFF) a pour objectif de réaliser une couverture des zones les plus intéressantes sur le plan écologique, essentiellement dans la perspective d’améliorer la connaissance du patrimoine naturel national et de fournir aux différents décideurs un outil d’aide à la prise en compte de l’environnement dans l’aménagement du territoire.
Trois ZNIEFF de type 1 sont recensées sur la commune :
- la « moyenne vallée de Vicdessos, pic de Tristagne » (15 071 ha), couvrant 13 communes du département[28] ;
- le « ruisseau de Vicdessos en aval d'Auzat » (152 ha), couvrant 8 communes du département[29],
- la « soulane du massif des Trois-Seigneurs » (4 809 ha), couvrant 11 communes du département[30] ;

et deux ZNIEFF de type 2, : 
- « Montcalm et Vicdessos » (25 129 ha), couvrant 14 communes du département[31] ;
- la « moyenne montagne du Vicdessos et massif des Trois-Seigneurs » (21 558 ha), couvrant 17 communes du département[32].

Carte des ZNIEFF de type 1 et 2 à Illier-et-Laramade.
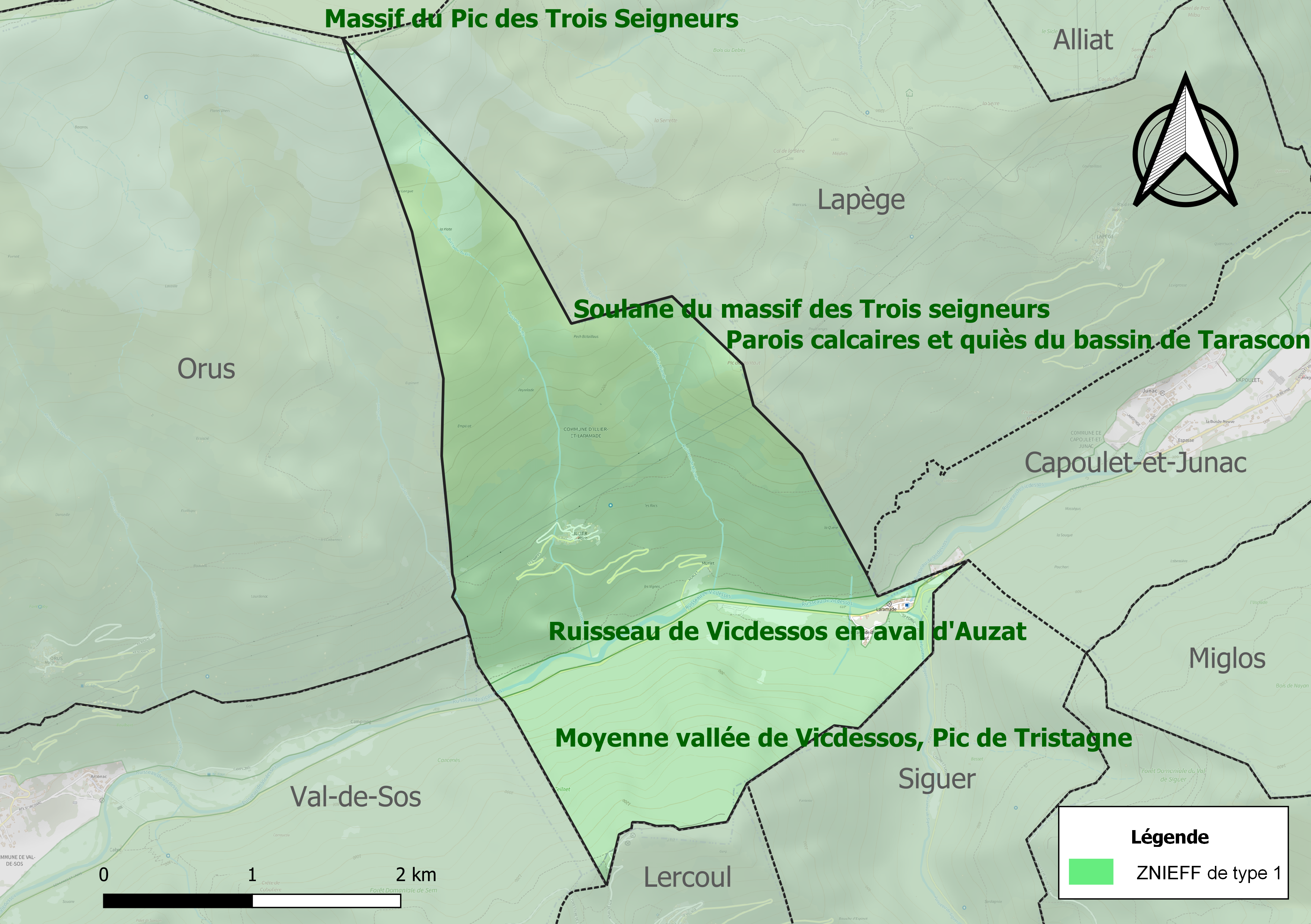
Carte des ZNIEFF de type 1 sur la commune.
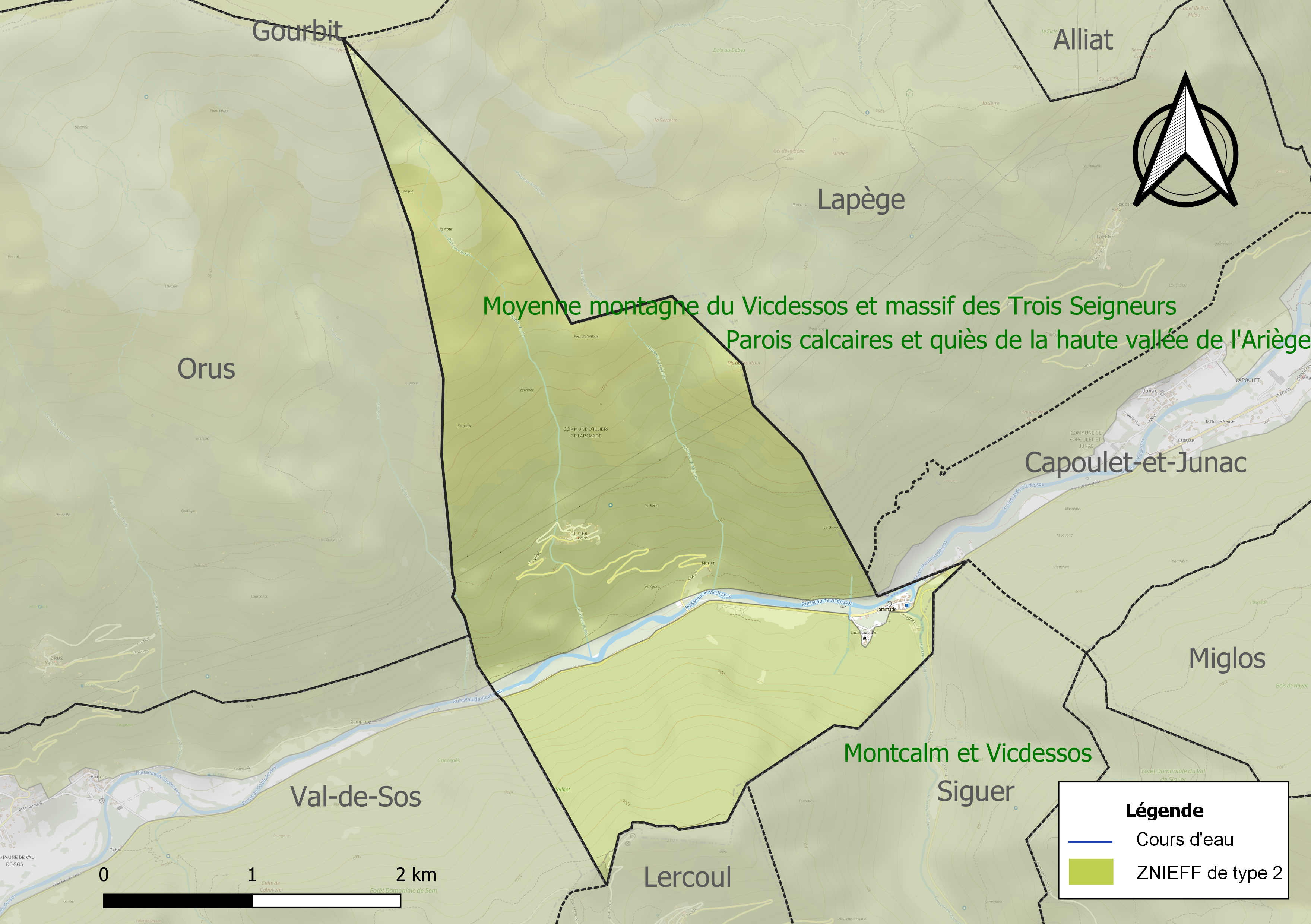
Carte des ZNIEFF de type 2 sur la commune.

## Urbanisme

### Typologie
Au 1er janvier 2024, Illier-et-Laramade est catégorisée commune rurale à habitat très dispersé, selon la nouvelle grille communale de densité à 7 niveaux définie par l'Insee en 2022.
Elle est située hors unité urbaine et hors attraction des villes,.

### Occupation des sols
L'occupation des sols de la commune, telle qu'elle ressort de la base de données européenne d’occupation biophysique des sols Corine Land Cover (CLC), est marquée par l'importance des forêts et milieux semi-naturels (100 % en 2018), une proportion identique à celle de 1990 (100 %). La répartition détaillée en 2018 est la suivante : 
forêts (59 %), milieux à végétation arbustive et/ou herbacée (41 %). L'évolution de l’occupation des sols de la commune et de ses infrastructures peut être observée sur les différentes représentations cartographiques du territoire : la carte de Cassini (XVIIIe siècle), la carte d'état-major (1820-1866) et les cartes ou photos aériennes de l'IGN pour la période actuelle (1950 à aujourd'hui).

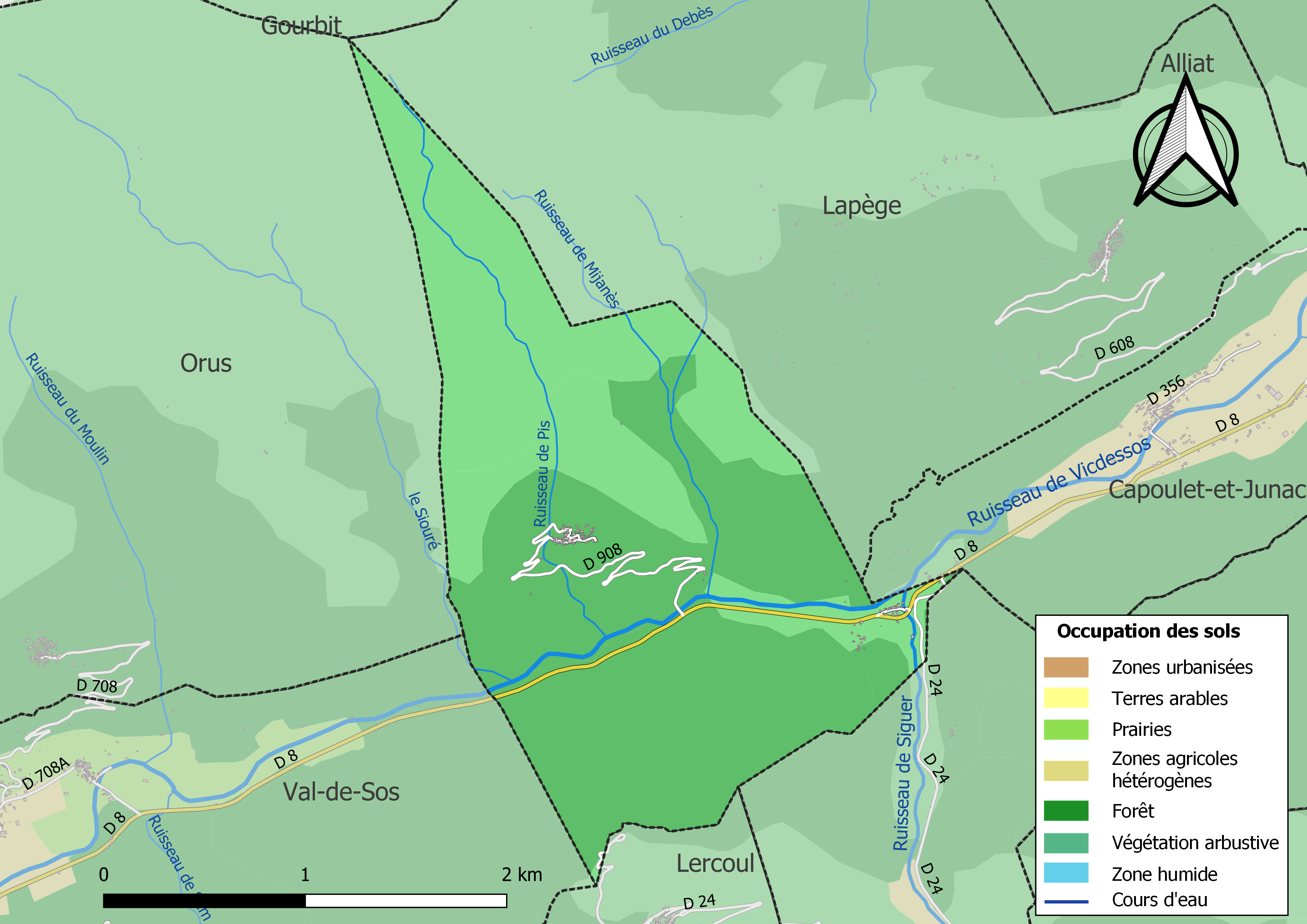
Carte des infrastructures et de l'occupation des sols de la commune en 2018 (CLC).

### Habitat et logement
En 2018, le nombre total de logements dans la commune était de 77, alors qu'il était de 76 en 2013 et de 77 en 2008.
Parmi ces logements, 23,3 % étaient des résidences principales, 72,6 % des résidences secondaires et 4,1 % des logements vacants. Ces logements étaient pour 90,8 % d'entre eux des maisons individuelles et pour 9,2 % des appartements.
Le tableau ci-dessous présente la typologie des logements à Illier-et-Laramade en 2018 en comparaison avec celle de l'Ariège et de la France entière. Une caractéristique marquante du parc de logements est ainsi une proportion de résidences secondaires et logements occasionnels (72,6 %) supérieure à celle du département (24,6 %) et à celle de la France entière (9,7 %). Concernant le statut d'occupation de ces logements, 91,3 % des habitants de la commune sont propriétaires de leur logement (93,8 % en 2013), contre 66,3 % pour l'Ariège et 57,5 % pour la France entière.
| Typologie                                               | Illier-et-Laramade | Ariège | France entière |
| ------------------------------------------------------- | ------------------ | ------ | -------------- |
| Résidences principales (en %)                           | 23,3               | 65,7   | 82,1           |
| Résidences secondaires et logements occasionnels (en %) | 72,6               | 24,6   | 9,7            |
| Logements vacants (en %)                                | 4,1                | 9,7    | 8,2            |

### Risques majeurs
Le territoire de la commune d'Illier-et-Laramade est vulnérable à différents aléas naturels : inondations, climatiques (grand froid ou canicule), feux de forêts, mouvements de terrains, avalanche  et séisme (sismicité modérée). Il est également exposé à un risque technologique,  la rupture d'un barrage,.

#### Risques naturels

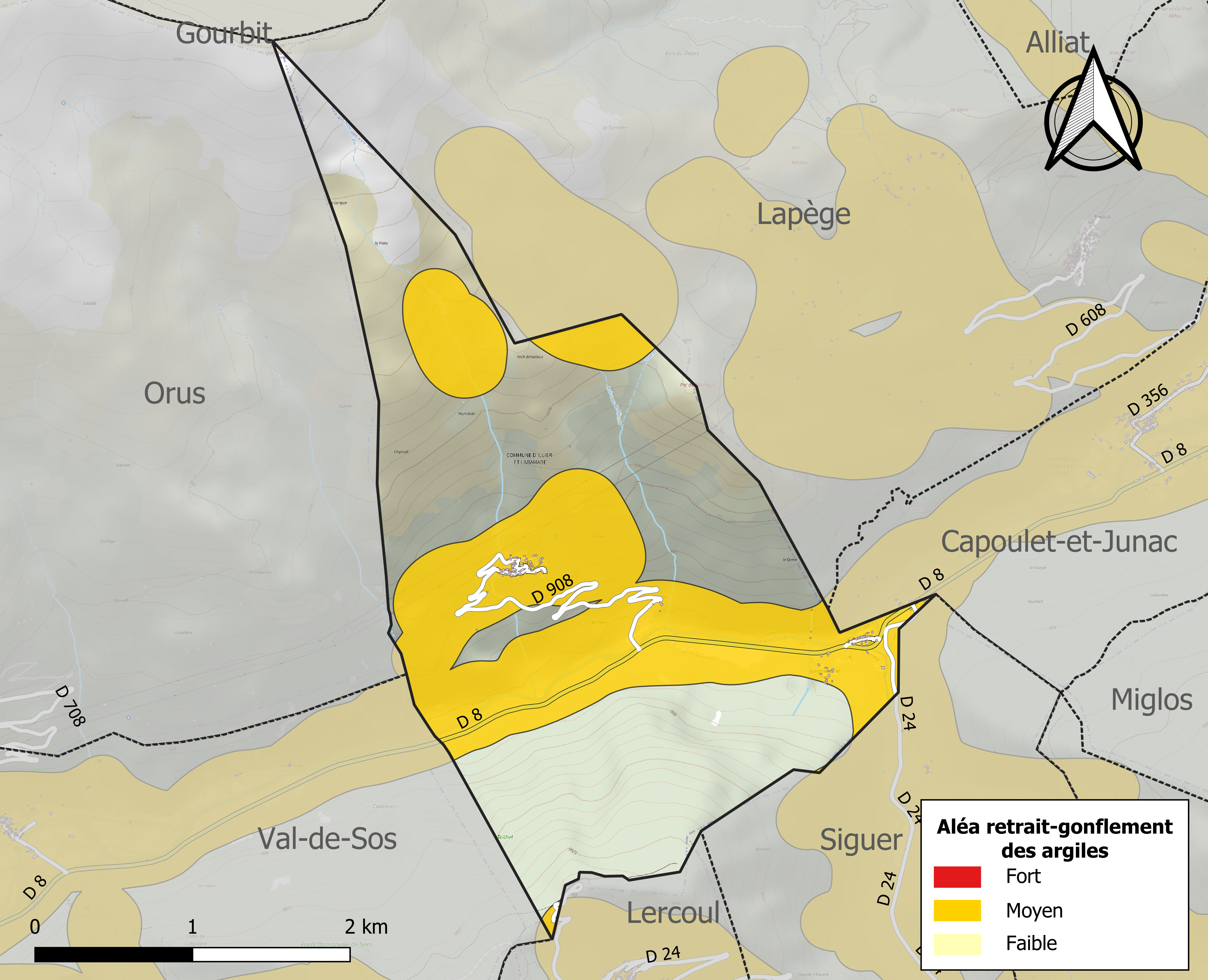
Zonage de l'aléa retrait-gonflement des argiles sur la commune d'Illier-et-Laramade.

Certaines parties du territoire communal sont susceptibles d’être affectées par le risque d’inondation par crue torrentielle d'un cours d'eau, ou ruissellement d'un versant.
Les mouvements de terrains susceptibles de se produire sur la commune sont soit des chutes de blocs, soit des glissements de terrains, soit des mouvements liés au retrait-gonflement des argiles. Près de 50 % de la superficie du département est concernée par l'aléa retrait-gonflement des argiles, dont la commune d'Illier-et-Laramade. L'inventaire national des cavités souterraines permet par ailleurs de localiser celles situées sur la commune.

#### Risques technologiques
Dans le département de l’Ariège on dénombre cinq grands barrages susceptibles d’occasionner des dégâts en cas de rupture. La commune fait partie des 80 communes susceptibles d’être touchées par l’onde de submersion consécutive à la rupture d’un de ces barrages. Elle est en effet dans la zone de proximité immédiate d'un barrage classé PPI.

## Politique et administration

### Découpage territorial
La commune d'Illier-et-Laramade est membre de la communauté de communes de la Haute Ariège, un établissement public de coopération intercommunale (EPCI) à fiscalité propre créé le 27 septembre 2016 dont le siège est à Luzenac. Ce dernier est par ailleurs membre d'autres groupements intercommunaux.
Sur le plan administratif, elle est rattachée à l'arrondissement de Foix, au département de l'Ariège, en tant que circonscription administrative de l'État, et à la région Occitanie.
Sur le plan électoral, elle dépend du canton du Sabarthès pour l'élection des conseillers départementaux, depuis le redécoupage cantonal de 2014 entré en vigueur en 2015, et de la première circonscription de l'Ariège  pour les élections législatives, depuis le redécoupage électoral de 1986.

### Liste des maires
| Période                                  | Période   | Identité         | Étiquette | Qualité                    |
| ---------------------------------------- | --------- | ---------------- | --------- | -------------------------- |
| mars 1975                                | mars 2001 | Élie Vidal       |           |                            |
| mars 2001                                | mars 2008 | Yvette Debruille |           |                            |
| mars 2008                                | 2014      | Marcel Ruffié    |           |                            |
| mars 2014                                | En cours  | André Dupuy      | SE        | Retraité de l'enseignement |
| Les données manquantes sont à compléter. |           |                  |           |                            |

## Démographie
| 1793 | 1800 | 1806 | 1821 | 1831 | 1836 | 1841 | 1846 | 1851 |
| ---- | ---- | ---- | ---- | ---- | ---- | ---- | ---- | ---- |
| 302  | 296  | 367  | 361  | 422  | 424  | 426  | 462  | 459  |

| 1856 | 1861 | 1866 | 1872 | 1876 | 1881 | 1886 | 1891 | 1896 |
| ---- | ---- | ---- | ---- | ---- | ---- | ---- | ---- | ---- |
| 393  | 424  | 378  | 364  | 385  | 368  | 387  | 371  | 321  |

| 1901 | 1906 | 1911 | 1921 | 1926 | 1931 | 1936 | 1946 | 1954 |
| ---- | ---- | ---- | ---- | ---- | ---- | ---- | ---- | ---- |
| 302  | 255  | 243  | 195  | 156  | 149  | 105  | 94   | 47   |

| 1962 | 1968 | 1975 | 1982 | 1990 | 1999 | 2005 | 2006 | 2010 |
| ---- | ---- | ---- | ---- | ---- | ---- | ---- | ---- | ---- |
| 46   | 36   | 30   | 36   | 31   | 20   | 21   | 21   | 21   |

| 2015 | 2020 | 2022 | - | - | - | - | - | - |
| ---- | ---- | ---- | - | - | - | - | - | - |
| 25   | 37   | 38   | - | - | - | - | - | - |

## Économie

### Emploi
| Division       | 2008  | 2013   | 2018   |
| -------------- | ----- | ------ | ------ |
| Commune        | 9,1 % | 0 %    | 9,1 %  |
| Département    | 8,9 % | 11,1 % | 11,2 % |
| France entière | 8,3 % | 10 %   | 10 %   |

En 2018, la population âgée de 15 à 64 ans s'élève à 9 personnes, parmi lesquelles on compte 63,6 % d'actifs (54,5 % ayant un emploi et 9,1 % de chômeurs) et 36,4 % d'inactifs,. En  2018, le taux de chômage communal (au sens du recensement) des 15-64 ans est inférieur à celui de la France et du département, alors qu'en 2008 la situation était inverse.
La commune est hors attraction des villes,. Elle compte 1 emplois en 2018, contre 1 en 2013 et 1 en 2008. Le nombre d'actifs ayant un emploi résidant dans la commune est de 5, soit un indicateur de concentration d'emploi de 22,4 % et un taux d'activité parmi les 15 ans ou plus de 19,4 %.
Sur ces 5 actifs de 15 ans ou plus ayant un emploi, aucun ne travaille dans la commune. Pour se rendre au travail, la totalité des habitants utilise un véhicule personnel ou de fonction à quatre roues.

### Activités
Un seul établissement relevant d’une activité hors champ de l’agriculture est implanté  à Illier-et-Laramade au 31 décembre 2019.
Aucune exploitation agricole ayant son siège dans la commune n'est recensée lors du recensement agricole de 2010 (deux en 1988).

## Culture locale et patrimoine
- Église Saint-Orens, à Illier
- Chapelle, à Laramade

## Pour approfondir